# Canthium vanwykii
Canthium vanwykii är en måreväxtart som beskrevs av Tilney och Peter Daniel François Kok. Canthium vanwykii ingår i släktet Canthium och familjen måreväxter.
Artens utbredningsområde är KwaZulu-Natal. Inga underarter finns listade i Catalogue of Life.